# Charles Corkran
Sir Charles Edward Corkran (20 agosto 1872 – 9 gennaio 1939) è stato un generale inglese.

## Biografia
Era il figlio del colonnello Charles Seymour Corkran, e di sua moglie, Florence Caroline Peel. Studiò a Eton College.
Sposò, il 14 aprile 1904, Winifred Maud Ricardo, figlia del colonnello Horace Ricardo.
Ebbero tre figli:
- Marjorie Georgina (1905);
- Charles Horace (19 maggio 1908-1979), sposò Molly Payne-Smith, ebbero due figli;
- Giles Seymour (1 aprile 1911-?).

Morì il 9 gennaio 1939 in un incidente di caccia.

### Carriera militare
Corkran entrò nel Grenadier Guards Regiment nel marzo 1893. Fu promosso a tenente il 12 maggio 1897 e servì nella Spedizione del Nilo nel 1898. Fu nominato aiutante di campo del 2º battaglione del suo reggimento nel mese di ottobre 1899. Fu promosso a capitano il 30 novembre 1899 e partì, con il suo reggimento, per il Sudafrica per prestare servizio nella seconda guerra boera nel marzo 1900.
Partecipò alla prima guerra mondiale e comandò un battaglione dei Grenadier. Dopo la guerra divenne comandante del Grenadier Guards Regiment e della Senior Officers' School. Fu nominato comandante del Royal Military College di Sandhurst nel 1923 e poi divenne comandante generale maggiore della Brigata di Guardie e ufficiale comandante generale di London District nel 1928. Si è ritirato nel 1932.

## Ascendenza
|                               |               |                                        | Genitori                                    |  |  | Nonni |  |  | Bisnonni      |  |  | Trisnonni |  |
|                               |               |                                        |                                             |  |  |       |  |  | Lewis Corkran |  |  | …         |  |
|                               |               |                                        |                                             |  |  |       |  |  | Lewis Corkran |  |  | …         |  |
|                               |               | …                                      |                                             |  |  |       |  |  | Lewis Corkran |  |  |           |  |
| Charles Corkran               |               |                                        |                                             |  |  |       |  |  | Lewis Corkran |  |  |           |  |
|                               |               | Harriet Arbuthnot                      | John Arbuthnot                              |  |  |       |  |  |               |  |  |           |  |
|                               |               | Harriet Arbuthnot                      | John Arbuthnot                              |  |  |       |  |  |               |  |  |           |  |
|                               |               | Harriet Arbuthnot                      | Anne Stone                                  |  |  |       |  |  |               |  |  |           |  |
| Charles Seymour Corkran       |               | Harriet Arbuthnot                      |                                             |  |  |       |  |  |               |  |  |           |  |
|                               |               | Sir George Seymour                     | Lord Hugh Seymour                           |  |  |       |  |  |               |  |  |           |  |
|                               |               | Sir George Seymour                     | Lord Hugh Seymour                           |  |  |       |  |  |               |  |  |           |  |
|                               |               | Sir George Seymour                     | Lady Anne Horatia Waldegrave                |  |  |       |  |  |               |  |  |           |  |
| Georgina Isabella Seymour     |               | Sir George Seymour                     |                                             |  |  |       |  |  |               |  |  |           |  |
|                               |               | Georgiana Mary Berkeley                | Sir George Cranfield Berkeley               |  |  |       |  |  |               |  |  |           |  |
|                               |               | Georgiana Mary Berkeley                | Sir George Cranfield Berkeley               |  |  |       |  |  |               |  |  |           |  |
|                               |               | Georgiana Mary Berkeley                | Emily Charlotte Lennox                      |  |  |       |  |  |               |  |  |           |  |
| Sir Charles Corkran           |               | Georgiana Mary Berkeley                |                                             |  |  |       |  |  |               |  |  |           |  |
|                               | Laurence Peel | Sir Robert Peel, I baronetto           |                                             |  |  |       |  |  |               |  |  |           |  |
|                               | Laurence Peel | Sir Robert Peel, I baronetto           |                                             |  |  |       |  |  |               |  |  |           |  |
|                               | Laurence Peel | Ellen Yates                            |                                             |  |  |       |  |  |               |  |  |           |  |
| Charles Lennox Peel           | Laurence Peel |                                        |                                             |  |  |       |  |  |               |  |  |           |  |
|                               |               | Lady Jane Lennox                       | Charles Lennox, IV duca di Richmond         |  |  |       |  |  |               |  |  |           |  |
|                               |               | Lady Jane Lennox                       | Charles Lennox, IV duca di Richmond         |  |  |       |  |  |               |  |  |           |  |
|                               |               | Lady Jane Lennox                       | Lady Charlotte Gordon                       |  |  |       |  |  |               |  |  |           |  |
| Florence Caroline Peel        |               | Lady Jane Lennox                       |                                             |  |  |       |  |  |               |  |  |           |  |
|                               |               | Arthur Chichester, I barone Templemore | Lord Spencer Chichester                     |  |  |       |  |  |               |  |  |           |  |
|                               |               | Arthur Chichester, I barone Templemore | Lord Spencer Chichester                     |  |  |       |  |  |               |  |  |           |  |
|                               |               | Arthur Chichester, I barone Templemore | Lady Anne Harriet Stewart                   |  |  |       |  |  |               |  |  |           |  |
| Caroline Georgiana Chichester |               | Arthur Chichester, I barone Templemore |                                             |  |  |       |  |  |               |  |  |           |  |
|                               |               | Lady Augusta Paget                     | Henry William Paget, I marchese di Anglesey |  |  |       |  |  |               |  |  |           |  |
|                               |               | Lady Augusta Paget                     | Henry William Paget, I marchese di Anglesey |  |  |       |  |  |               |  |  |           |  |
|                               |               | Lady Augusta Paget                     | Lady Caroline Villiers                      |  |  |       |  |  |               |  |  |           |  |
|                               |               | Lady Augusta Paget                     |                                             |  |  |       |  |  |               |  |  |           |  |